# Nati nel 1972/Ottobre
| Questa pagina contiene informazioni ricavate automaticamente dalle voci biografiche con l'ausilio del template Bio e di un bot. L'aggiornamento è periodico e automatico e ricostruisce completamente la pagina. Se manca una persona in questa lista, sei pregato di non aggiungerla, ma accertati piuttosto che la sua voce biografica contenga il template Bio e che i dati anagrafici siano correttamente compilati. Se il template Bio manca, inseriscilo tu stesso o, in alternativa, metti l'avviso {{tmp\|Bio}} che ne segnala la mancanza. Se i dati riportati sono sbagliati, correggi direttamente la voce biografica; le modifiche saranno visibili in questa lista entro pochi giorni. Per chiarimenti vedi il progetto biografie. La lista contiene solo le 298 persone che sono citate nell'enciclopedia e per le quali è stato implementato correttamente il template Bio. Pagina aggiornata al 10 ago 2025. |

- 1º ottobre - El Presidente, rapper e produttore discografico italiano
- 1º ottobre - Francis Ferrero, ex calciatore argentino
- 1º ottobre - Hidemaro Fujibayashi, autore di videogiochi giapponese
- 1º ottobre - Leila Hatami, attrice iraniana
- 1º ottobre - Ruperto Herrera García, ex cestista cubano
- 1º ottobre - Esa Holopainen, chitarrista finlandese
- 1º ottobre - Tom Hooper, regista britannico
- 1º ottobre - Mayumi Kawasaki, ex cestista giapponese
- 1º ottobre - Art Long, ex cestista statunitense
- 1º ottobre - Stephen Lord, attore britannico
- 1º ottobre - Danielle Scott, pallavolista statunitense
- 1º ottobre - Ali Shahin, ex calciatore maldiviano
- 1º ottobre - Vadim Vacarciuc, ex sollevatore e ex politico moldavo
- 1º ottobre - Nicola Yoon, scrittrice statunitense
- 2 ottobre - Abdulnasser Al Obaidly, ex calciatore qatariota
- 2 ottobre - Emma Colberti, attrice francese
- 2 ottobre - Michele Gamba, maratoneta e mezzofondista italiano
- 2 ottobre - Tara Dawn Holland, modella e attrice statunitense
- 2 ottobre - NaShawn Kearse, attore statunitense
- 2 ottobre - Lee Sang-yeop, schermidore sudcoreano
- 2 ottobre - Leonardo Lupi, ex calciatore venezuelano
- 2 ottobre - Aaron McKie, ex cestista e allenatore di pallacanestro statunitense
- 2 ottobre - Gift Muzadzi, ex calciatore zimbabwese
- 2 ottobre - Ingi Rasmussen, ex calciatore faroese
- 2 ottobre - Aleksandar Vulin, politico serbo
- 3 ottobre - Eli Cohen, politico israeliano
- 3 ottobre - Sara Felloni, ex ciclista su strada e pistard italiana
- 3 ottobre - Leonardo Grimani, politico italiano
- 3 ottobre - Yasmine Kassari, sceneggiatrice e regista marocchina
- 3 ottobre - Stéphane Lièvre, allenatore di calcio, dirigente sportivo e ex calciatore francese
- 3 ottobre - Michael Nylander, ex hockeista su ghiaccio e allenatore di hockey su ghiaccio svedese
- 3 ottobre - Martin Stenmarck, cantante, attore e doppiatore svedese
- 3 ottobre - Lajon Witherspoon, cantante statunitense
- 4 ottobre - Cut Chemist, disc jockey e produttore discografico statunitense
- 4 ottobre - Wendy Fitzwilliam, modella trinidadiana
- 4 ottobre - Nicola Fratoianni, politico italiano
- 4 ottobre - Denis Marti, ex attore pornografico italiano
- 4 ottobre - Christophe Sanchez, ex calciatore francese
- 4 ottobre - Natal'ja Šarova, ex velocista russa
- 4 ottobre - Joanna Stone, ex giavellottista australiana
- 4 ottobre - Kurt Thomas, ex cestista e allenatore di pallacanestro statunitense
- 5 ottobre - Vasil' Baranaŭ, ex calciatore bielorusso
- 5 ottobre - Darren Bazeley, allenatore di calcio e ex calciatore inglese
- 5 ottobre - Alain Goma, ex calciatore francese
- 5 ottobre - Grant Hill, ex cestista statunitense
- 5 ottobre - Ehren Kruger, sceneggiatore e produttore cinematografico statunitense
- 5 ottobre - Aljaksej Mjadzvedzeŭ, lottatore bielorusso
- 5 ottobre - Tena Negere, ex maratoneta etiope
- 5 ottobre - Park Joo-mi, attrice sudcoreana
- 5 ottobre - Efe Sodje, allenatore di calcio e ex calciatore inglese
- 5 ottobre - Andrej Talalaev, allenatore di calcio e ex calciatore russo
- 5 ottobre - Amir Turgeman, allenatore di calcio e ex calciatore israeliano
- 5 ottobre - Francesco Verducci, politico italiano
- 5 ottobre - Gilles Vidal, ingegnere e progettista francese
- 5 ottobre - Sergen Yalçın, allenatore di calcio e ex calciatore turco
- 5 ottobre - Varvara Zelenskaja, ex sciatrice alpina russa
- 5 ottobre - Heorhij Čymerys, pentatleta ucraino
- 6 ottobre - Judith Águila, ex cestista cubana
- 6 ottobre - Dominic Andres, giocatore di curling svizzero
- 6 ottobre - Daniel Cavanagh, chitarrista e cantante britannico
- 6 ottobre - Sandro Giordano, attore e fotografo italiano
- 6 ottobre - Jessica Hausner, regista e sceneggiatrice austriaca
- 6 ottobre - Anders Iwers, musicista e bassista svedese
- 6 ottobre - Andreas Jakobsson, ex calciatore svedese
- 6 ottobre - Asawari Joshi, attrice indiana
- 6 ottobre - Martín Llaryora, politico argentino
- 6 ottobre - Salvo Nicolosi, cantautore italiano
- 6 ottobre - Davide Prosperi, biochimico italiano
- 6 ottobre - Mark Schwarzer, ex calciatore australiano
- 6 ottobre - J.J. Stokes, ex giocatore di football americano statunitense
- 6 ottobre - Krisztián Tiber, ex calciatore ungherese
- 6 ottobre - Hari Vukas, allenatore di calcio e ex calciatore croato
- 7 ottobre - Alfredo Amarilla, ex calciatore paraguaiano
- 7 ottobre - Giorgio Di Centa, ex fondista italiano
- 7 ottobre - Will Liu, cantante, compositore e attore taiwanese
- 7 ottobre - David Mack, fumettista e illustratore statunitense
- 7 ottobre - Loek van Wely, scacchista e politico olandese
- 7 ottobre - Ben Younger, regista e sceneggiatore statunitense
- 8 ottobre - Enrique Arce, attore spagnolo
- 8 ottobre - Terry Balsamo, chitarrista statunitense
- 8 ottobre - Deirdre Demet Barry, ex ciclista su strada e ex pattinatrice di velocità su ghiaccio statunitense
- 8 ottobre - Roger Finjord, allenatore di calcio norvegese
- 8 ottobre - Lars Joachim Grimstad, ex calciatore norvegese
- 8 ottobre - Hicham Hamdouchi, scacchista marocchino
- 8 ottobre - Hamzah Idris, ex calciatore saudita
- 8 ottobre - Viktor Trenevski, ex calciatore macedone
- 8 ottobre - Stanislav Varga, ex calciatore slovacco
- 9 ottobre - George Banks, ex cestista statunitense
- 9 ottobre - Cocoa Brown, attrice e comica statunitense
- 9 ottobre - Pierluigi Orlandini, ex calciatore italiano
- 9 ottobre - Marcela Ritschelová, ex pallavolista ceca
- 9 ottobre - Michaël R. Roskam, regista e sceneggiatore belga
- 9 ottobre - Danielle Sapia, attrice statunitense
- 10 ottobre - Brandon Barnes, batterista statunitense
- 10 ottobre - Joelle Carter, attrice e modella statunitense
- 10 ottobre - Silvia Cavalleri, golfista italiana
- 10 ottobre - Yinka Dare, cestista nigeriano († 2004)
- 10 ottobre - Filippo Feliziani, ex giocatore di calcio a 5 italiano
- 10 ottobre - Kwak Kyung-keun, ex calciatore sudcoreano
- 10 ottobre - Marianne Limpert, ex nuotatrice canadese
- 10 ottobre - Emanuele Merisi, ex nuotatore italiano
- 10 ottobre - Marcelo Negrão, ex pallavolista e ex giocatore di beach volley brasiliano
- 10 ottobre - Ricardo Sá Pinto, allenatore di calcio e ex calciatore portoghese
- 10 ottobre - Sim Kwon-ho, lottatore sudcoreano
- 10 ottobre - Daniele Toto, politico italiano
- 10 ottobre - Raymond Victoria, ex calciatore olandese
- 10 ottobre - Aleksej Žitnik, ex hockeista su ghiaccio russo
- 11 ottobre - Claudia Black, attrice australiana
- 11 ottobre - Cléber Eduardo Arado, calciatore brasiliano († 2021)
- 11 ottobre - Tamara Gee, cantautrice statunitense
- 11 ottobre - Diego Giugovaz, pilota motociclistico italiano
- 11 ottobre - Oleksandr Horbačuk, schermidore ucraino
- 11 ottobre - Kyoko Ina, ex pattinatrice artistica su ghiaccio statunitense
- 11 ottobre - Romeo Jozak, allenatore di calcio e dirigente sportivo croato
- 11 ottobre - Gianluca Musiu, attore e doppiatore italiano
- 11 ottobre - Cherokee Parks, ex cestista statunitense
- 12 ottobre - Charles Cook, allenatore di calcio e ex calciatore britannico
- 12 ottobre - Karen Jarrett, dirigente d'azienda statunitense
- 12 ottobre - Joseph Kahn, regista statunitense
- 12 ottobre - Sönke Möhring, attore tedesco
- 12 ottobre - Gregor Rutz, imprenditore e politico svizzero
- 12 ottobre - Lidia Vitale, attrice italiana
- 13 ottobre - Filiberto Azcuy, lottatore cubano
- 13 ottobre - Alessandro Bottoni, triatleta italiano
- 13 ottobre - Danny Lloyd, attore statunitense
- 13 ottobre - Gaëtan Roussel, cantautore e chitarrista francese
- 13 ottobre - Summer Sanders, ex nuotatrice statunitense
- 13 ottobre - Rafał Sznajder, schermidore polacco († 2014)
- 14 ottobre - Zoya Akhtar, regista e sceneggiatrice indiana
- 14 ottobre - Nyomi Banxxx, ex attrice pornografica statunitense
- 14 ottobre - Erika De Lone, ex tennista statunitense
- 14 ottobre - Birgit Heeb, ex sciatrice alpina liechtensteinese
- 14 ottobre - Ferenc Hámori, ex calciatore ungherese
- 14 ottobre - Yalçın Koşukavak, allenatore di calcio e ex calciatore turco
- 14 ottobre - Miguel Ángel Martín Perdiguero, ex ciclista su strada spagnolo
- 14 ottobre - Bert Roesems, ex ciclista su strada belga
- 14 ottobre - Mirjana Tabak, ex cestista croata
- 15 ottobre - Carlos Checa, pilota motociclistico spagnolo
- 15 ottobre - Mathieu Demy, attore e regista francese
- 15 ottobre - Sérgio Eduardo Ferreira da Cunha, ex calciatore brasiliano
- 15 ottobre - Fred Hoiberg, ex cestista, allenatore di pallacanestro e dirigente sportivo statunitense
- 15 ottobre - Matt Keeslar, attore statunitense
- 15 ottobre - Sandra Kim, cantante e conduttrice televisiva belga
- 15 ottobre - Michél Mazingu-Dinzey, ex calciatore tedesco
- 15 ottobre - Damir Milinović, allenatore di calcio e ex calciatore croato
- 15 ottobre - Amrullah Saleh, politico afghano
- 15 ottobre - Paolo Uzzi, regista e sceneggiatore italiano
- 15 ottobre - Hiroshige Yanagimoto, ex calciatore giapponese
- 16 ottobre - Rahima Banu, bangladese
- 16 ottobre - Tommy Bergersen, allenatore di calcio e ex calciatore norvegese
- 16 ottobre - Michele De Lucia, politico, giornalista e saggista italiano
- 16 ottobre - Tomasz Hajto, allenatore di calcio e ex calciatore polacco
- 16 ottobre - Darius Kasparaitis, ex hockeista su ghiaccio russo
- 16 ottobre - Tomas Lindberg, cantante, musicista e compositore svedese
- 16 ottobre - Kjetil Løvvik, ex calciatore norvegese
- 16 ottobre - Andrés Martínez, ex calciatore uruguaiano
- 16 ottobre - Souleymane Oulare, ex calciatore guineano
- 16 ottobre - Arzu Özyiğit, ex cestista turca
- 16 ottobre - Ives Serneels, allenatore di calcio e ex calciatore belga
- 16 ottobre - Kordell Stewart, ex giocatore di football americano statunitense
- 16 ottobre - Manuel Jorge da Silva Cruz, allenatore di calcio e ex calciatore portoghese
- 17 ottobre - Cameron Baerg, ex canottiere canadese
- 17 ottobre - Karin Lambrigger, ex sciatrice alpina svizzera
- 17 ottobre - Sharon Leal, attrice e cantante statunitense
- 17 ottobre - Natxo Lezkano, allenatore di pallacanestro spagnolo
- 17 ottobre - Jari Lipponen, ex arciere finlandese
- 17 ottobre - Eminem, rapper, produttore discografico e attore statunitense
- 17 ottobre - Musashi, kickboxer giapponese
- 17 ottobre - Tarkan, cantante turco
- 18 ottobre - Massimiliano Benvenuto, attore italiano
- 18 ottobre - Antonio De Sanctis, ex bobbista italiano
- 18 ottobre - Lino De Toni, ex hockeista su ghiaccio italiano
- 18 ottobre - Abigael González Valencia, criminale messicano
- 18 ottobre - Christopher Knights, montatore britannico
- 18 ottobre - Karl Nehammer, politico austriaco
- 18 ottobre - Mika Ninagawa, fotografa e regista giapponese
- 18 ottobre - Santiago Toledo, ex cestista spagnolo
- 19 ottobre - Megan Marcks, ex canottiera australiana
- 19 ottobre - Dave Meyers, regista statunitense
- 19 ottobre - Pras Michel, rapper, attore e produttore discografico statunitense
- 19 ottobre - Donald Miranda, tuffatore italiano
- 19 ottobre - Noritada Saneyoshi, ex calciatore giapponese
- 19 ottobre - John Stack, scrittore irlandese
- 19 ottobre - Styliani Tsikouna, ex discobola greca
- 20 ottobre - Dmitrij Aleničev, allenatore di calcio e ex calciatore russo
- 20 ottobre - Yannick Baret, ex calciatore francese
- 20 ottobre - Katyuscia Demez, ex sciatrice alpina italiana
- 20 ottobre - Thor Freudenthal, regista e sceneggiatore tedesco
- 20 ottobre - Pie Geelen, ex nuotatore olandese
- 20 ottobre - Will Greenwood, ex rugbista a 15 inglese
- 20 ottobre - Súni Fríði Johannesen, allenatore di calcio e ex calciatore faroese
- 20 ottobre - Robyn Loau, cantante e attrice australiana
- 20 ottobre - Marco Mazzoli, conduttore radiofonico, conduttore televisivo e attore italiano
- 20 ottobre - Brian Schatz, politico statunitense
- 20 ottobre - Thomas Thorninger, ex calciatore danese
- 20 ottobre - Camille Vidal-Naquet, regista e sceneggiatore francese
- 21 ottobre - Jamie Campbell, ex calciatore inglese
- 21 ottobre - Fabrice Du Welz, regista e sceneggiatore belga
- 21 ottobre - Luca Giaroni, ex hockeista su pista e allenatore di hockey su pista italiano
- 21 ottobre - Ilaria Latini, doppiatrice e direttrice del doppiaggio italiana
- 21 ottobre - Masakazu Morita, attore e doppiatore giapponese
- 22 ottobre - Serge Blanc, ex calciatore francese
- 22 ottobre - Saffron Burrows, attrice e modella britannica
- 22 ottobre - Mike Elizondo, produttore discografico, bassista e tastierista statunitense
- 22 ottobre - Kornél Fábry, vescovo cattolico ungherese
- 22 ottobre - Alberto González, ex schermidore argentino
- 22 ottobre - Zoran Kastel, allenatore di calcio e ex calciatore croato
- 22 ottobre - Marc Kienle, dirigente sportivo, allenatore di calcio e ex calciatore tedesco
- 22 ottobre - Anne-Lise Parisien, ex sciatrice alpina statunitense
- 22 ottobre - Bechir Sahbani, ex calciatore tunisino
- 22 ottobre - Darren Tate, disc-jockey inglese
- 23 ottobre - Dhany, cantante italiana
- 23 ottobre - Tiffeny Milbrett, ex calciatrice statunitense
- 23 ottobre - Miladin Mutavdžić, ex cestista jugoslavo
- 23 ottobre - Mohammad Rasoulof, regista, sceneggiatore e produttore cinematografico iraniano
- 23 ottobre - Jasmin St. Claire, ex attrice pornografica statunitense
- 23 ottobre - Kate del Castillo, attrice messicana
- 24 ottobre - Monika Barényiová, ex cestista slovacca
- 24 ottobre - Joel Bwalya, ex calciatore zambiano
- 24 ottobre - T.J. Cunningham, giocatore di football americano statunitense († 2019)
- 24 ottobre - Frédéric Déhu, ex calciatore francese
- 24 ottobre - Matt Hemingway, ex altista statunitense
- 24 ottobre - Raelee Hill, attrice australiana
- 24 ottobre - Stephen Susco, sceneggiatore, produttore cinematografico e regista statunitense
- 24 ottobre - Pat Williams, ex giocatore di football americano statunitense
- 24 ottobre - Kim Ji-soo, attrice sudcoreana
- 25 ottobre - Dario Andriotto, dirigente sportivo e ex ciclista su strada italiano
- 25 ottobre - Gen Arisawa, ex giocatore di football americano e allenatore di football americano giapponese
- 25 ottobre - Simone Baldelli, giornalista e politico italiano
- 25 ottobre - Esther Duflo, economista francese
- 25 ottobre - Cristian Dulca, allenatore di calcio e ex calciatore rumeno
- 25 ottobre - Rodolfo Falcón, ex nuotatore cubano
- 25 ottobre - Michael Greger, medico e divulgatore scientifico statunitense
- 25 ottobre - Ihor Klymenko, poliziotto ucraino
- 25 ottobre - Soukeye Sarr, ex cestista senegalese
- 25 ottobre - Persia White, attrice e cantante statunitense
- 26 ottobre - Angela Carluccio, politica italiana
- 26 ottobre - Monica Catalano, fumettista italiana
- 26 ottobre - Lee Clark, allenatore di calcio e ex calciatore inglese
- 26 ottobre - Matsuko Deluxe, opinionista e saggista giapponese
- 26 ottobre - Daniel Elena, copilota di rally monegasco
- 26 ottobre - Gélase Armel Kema, arcivescovo cattolico della Repubblica del Congo
- 26 ottobre - Ljubo Kirov, cantante, musicista e imprenditore bulgaro
- 26 ottobre - Andre Morris, ex velocista statunitense
- 26 ottobre - Kevin Munroe, regista, sceneggiatore e produttore cinematografico canadese
- 26 ottobre - Shan Sa, scrittrice e poetessa cinese
- 26 ottobre - Stella Staudinger, ex cestista austriaca
- 26 ottobre - Hamdi Ulukaya, imprenditore e filantropo turco
- 26 ottobre - Rupert Wyatt, regista e sceneggiatore britannico
- 27 ottobre - Luigi Augussori, politico italiano
- 27 ottobre - Santiago Botero, ex ciclista su strada colombiano
- 27 ottobre - Elissa, cantante libanese
- 27 ottobre - Abderrafie Gassi, ex calciatore marocchino
- 27 ottobre - Larisa Kruglova, ex velocista russa
- 27 ottobre - Artur Maxhuni, ex calciatore albanese
- 27 ottobre - Maria Mutola, ex mezzofondista mozambicana
- 27 ottobre - Ismail Rashid, ex calciatore emiratino
- 27 ottobre - Beccy Cole, cantautrice australiana
- 27 ottobre - Gustavo Álvarez, allenatore di calcio e ex calciatore argentino
- 28 ottobre - Jassem Al-Houwaidi, calciatore kuwaitiano
- 28 ottobre - Terrell Davis, ex giocatore di football americano statunitense
- 28 ottobre - Michael Hawkins, ex cestista statunitense
- 28 ottobre - Brad Paisley, cantautore, chitarrista e doppiatore statunitense
- 28 ottobre - Vladi Carlo Panato, canoista italiano
- 28 ottobre - Wenling Tan Monfardini, tennistavolista cinese
- 28 ottobre - Ricardo Trêpa, attore portoghese
- 29 ottobre - Rhonda Blades, ex cestista e allenatrice di pallacanestro statunitense
- 29 ottobre - Sue Day, rugbista a 15, dirigente d'azienda e dirigente sportiva britannica
- 29 ottobre - Narcisse Ewodo, ex cestista camerunese
- 29 ottobre - David Grindley, velocista britannico
- 29 ottobre - Patrizia Laquidara, cantautrice italiana
- 29 ottobre - Rodion Luka, ex velista ucraino
- 29 ottobre - Badr Salem Nayef, ex sollevatore bulgaro
- 29 ottobre - Daniele Persegani, cuoco, docente e conduttore televisivo italiano
- 29 ottobre - Florencia Raggi, attrice argentina
- 29 ottobre - Tracee Ellis Ross, attrice statunitense
- 29 ottobre - Sandro Tomić, allenatore di calcio e ex calciatore croato
- 29 ottobre - Gabrielle Union, attrice e ex modella statunitense
- 29 ottobre - Legna Verdecia, ex judoka cubana
- 30 ottobre - Gemma Gaetani, scrittrice e poetessa italiana
- 30 ottobre - Taeko Kawasumi, ex calciatrice giapponese
- 30 ottobre - Milton Núñez, ex calciatore honduregno
- 30 ottobre - Elşən Qəmbərov, ex calciatore azero
- 31 ottobre - Shaun Bartlett, ex calciatore sudafricano
- 31 ottobre - Harald Berger, arrampicatore e alpinista austriaco († 2006)
- 31 ottobre - Vernon Chatman, produttore televisivo, sceneggiatore e doppiatore statunitense
- 31 ottobre - Matt Dawson, rugbista a 15, commentatore televisivo e dirigente d'azienda britannico
- 31 ottobre - Max De Angelis, cantautore italiano
- 31 ottobre - Dieter Frey, ex calciatore tedesco
- 31 ottobre - Grīgorīs Geōrgatos, dirigente sportivo e ex calciatore greco
- 31 ottobre - Ai Iijima, scrittrice, attrice pornografica e personaggio televisivo giapponese († 2008)
- 31 ottobre - Anda Jēkabsone, ex cestista lettone
- 31 ottobre - David Jolly, politico statunitense
- 31 ottobre - Marcelo Mabilia, allenatore di calcio e ex calciatore brasiliano
- 31 ottobre - João Henriques, allenatore di calcio portoghese
- 31 ottobre - Pharoahe Monch, rapper statunitense
- 31 ottobre - Clifford Rozier, cestista statunitense († 2018)
- 31 ottobre - René Wagner, allenatore di calcio e ex calciatore ceco